# Rivière du Gros-Morne
Pour les articles homonymes, voir Gros-Morne.
La rivière du Gros-Morne est un affluent du littoral sud du fleuve Saint-Laurent. Elle coule entièrement dans la municipalité de Saint-Maxime-du-Mont-Louis, dans la municipalité régionale de comté (MRC) de La Haute-Gaspésie, dans la région administrative de la Gaspésie-Îles-de-la-Madeleine, au Québec, au Canada.
Le chemin de la Rivière dessert cette vallée dans le sens nord-sud permettant aux visiteurs d'accéder jusqu'à la zone de tête de cette vallée et de contempler cette vallée pittoresque avec ses falaises hautes et escarpées. Cette vallée constitue un circuit panoramique recherché pour les adeptes de la nature.

## Géographie
La rivière du Gros-Morne prend sa source en montagne, dans la partie sud-est de la municipalité de Saint-Maxime-du-Mont-Louis, dans les monts Chic-Chocs. Sa source est située sur le versant nord de la ligne de départage des eaux avec le sous-bassin versant du lac à Orignal dont la décharge s'écoule vers le sud-ouest pour aller se déverser sur la rive est de la rivière de l'anse Pleureuse.
La source de la rivière Gros-Morne est située en zone forestière et montagneuse à 8,7 km du littoral sud de l'estuaire maritime du Saint-Laurent, à 2,0 km à l'ouest de la limite de la municipalité de Sainte-Madeleine-de-la-Rivière-Madeleine et à 4,2 km à l'est de la route 198 qui se déroule dans le sens nord-sud dans la vallée de la rivière de l'anse Pleureuse, de la rivière Mercier et de la rivière des Béland, jusqu'à Murdochville.
Située entre la rivière de Manche-d'Épée (côté est) et la rivière de l'anse Pleureuse (côté ouest), la rivière du Gros-Morne coule vers le nord dans une vallée encaissée, en recueillant les eaux de petites coulées de chaque côté de la rivière.
À partir d'un lac non identifié, la rivière du Gros-Morne coule sur 8,7 km répartis selon les segments suivants :
- 1,6 km vers l'ouest recevant les eaux du ruisseau du ruisseau du Golfe venant de l'Est ;
- 1,6 km vers le nord, jusqu'à la confluence du ruisseau de la coulée à Gilles (venant de l'Est) ;
- 1,6 km vers le nord, jusqu'au pont du chemin de la Rivière ;
- 1,4 km vers le nord, jusqu'à la décharge du ruisseau du Golfe (venant de l'Est) ;
- 1,3 km vers le nord-ouest, en passant sous le pont de la route 132, jusqu'à sa confluence[2].

La rivière se déverse dans l’anse Pleureuse, dans la partie ouest du petit village de Gros-Morne, dans la municipalité de Saint-Maxime-du-Mont-Louis, sur le littoral sud de l'estuaire maritime du Saint-Laurent. Cette confluence est située à du côté ouest de la Réserve écologique de Manche-d'Épée et du côté est du mont Le Morne.

## Toponymie
Le toponyme rivière du Gros-Morne a été officialisé le 17 août 1978 à la Commission de toponymie du Québec.